# Jenipapo de Minas
Jenipapo de Minas – miasto i gmina w Brazylii, w stanie Minas Gerais. Znajduje się w mikroregionie Capelinha.